# Rafle du Vélodrome d'Hiver
Pour un article plus général, voir Shoah en France.
Pour la « première rafle du Vélodrome d'Hiver » qui eut lieu en 1940 et concerna des femmes allemandes, dont juives, voir Rafle des femmes indésirables ; pour les rafles en zone sud, voir Rafle du 26 août 1942.
La rafle du Vélodrome d'Hiver, souvent appelée « rafle du Vél'd'Hiv », (aussi orthographiée « rafle du Vel' d'Hiv' » ou encore « rafle du Vél d'Hiv »,,) est la plus grande arrestation massive de Juifs réalisée en France pendant la Seconde Guerre mondiale. Les 16 et 17 juillet 1942, plus de treize mille personnes, dont plus des trois quarts de femmes et d'enfants, dont près d'un tiers d'enfants (13 152 Juifs sont arrêtés : 4 115 enfants, 5 919 femmes et 3 118 hommes,,) sont arrêtées avant d'être détenues au Vélodrome d'Hiver — dans des conditions d'hygiène déplorables et presque sans eau ni nourriture pendant cinq jours —, mais aussi dans d'autres camps. Ils sont ensuite envoyés par trains de la mort vers le centre d'extermination d'Auschwitz. Moins d'une centaine d'adultes en sont revenus.
À la demande du Troisième Reich, dans le cadre de sa politique d'extermination des populations juives d'Europe, l'État français organise, en juillet 1942, une rafle à grande échelle de Juifs (l'« opération Vent printanier », parallèlement menée par les nazis dans plusieurs pays européens). Ces arrestations sont réalisées avec le concours de neuf mille policiers et gendarmes français,,, sur ordre du gouvernement de Vichy, après des négociations avec l'occupant sous la responsabilité de René Bousquet, secrétaire général de la Police nationale. À la suite de ces négociations, entamées par Pierre Laval, les Juifs de nationalité française sont temporairement exclus de cette rafle qui concerne essentiellement les Juifs étrangers, ou apatrides, ou déchus de la nationalité française par la loi du 22 juillet 1940, ou encore ceux ayant le statut de réfugié, dont plus de quatre mille enfants, le plus souvent français nés de parents étrangers (et dont aucun n'est revenu des camps de la mort), à l'initiative du gouvernement de Vichy alors que les Allemands n’avaient demandé que les Juifs de plus de 16 ans.
Il faut attendre 1995 pour que la France, par la voix du président de la République, Jacques Chirac, reconnaisse, lors d'un discours prononcé devant le monument commémoratif, la responsabilité du gouvernement français dans cette rafle, et plus généralement dans la persécution et la déportation des Juifs pendant l'Occupation.

## Contexte
Les premières rafles de Juifs en France commencent en 1940 en zone libre et en mai 1941 en zone occupée (rafle du billet vert, rafle du XIe arr., rafle des notables, les Juifs étant placés dans des camps d'internement français). Début juin 1942, une planification est décidée : l'opération « Vent printanier », ou « Vent de printemps », doit organiser une rafle pour les trois pays d'Europe occidentale occupés par l'Allemagne (France, Pays-Bas et Belgique), le RSHA devant déporter de France vers l'Est 110 000 Juifs en 1942 (Juifs valides pour le travail et devant avoir entre 16 et 50 ans), au lieu des 5 000 initialement prévus. L'opération « Vent printanier » prévoyait, à l'origine, l'arrestation de tous les Juifs d'Amsterdam, Bruxelles et Paris, le même jour.

## Organisation

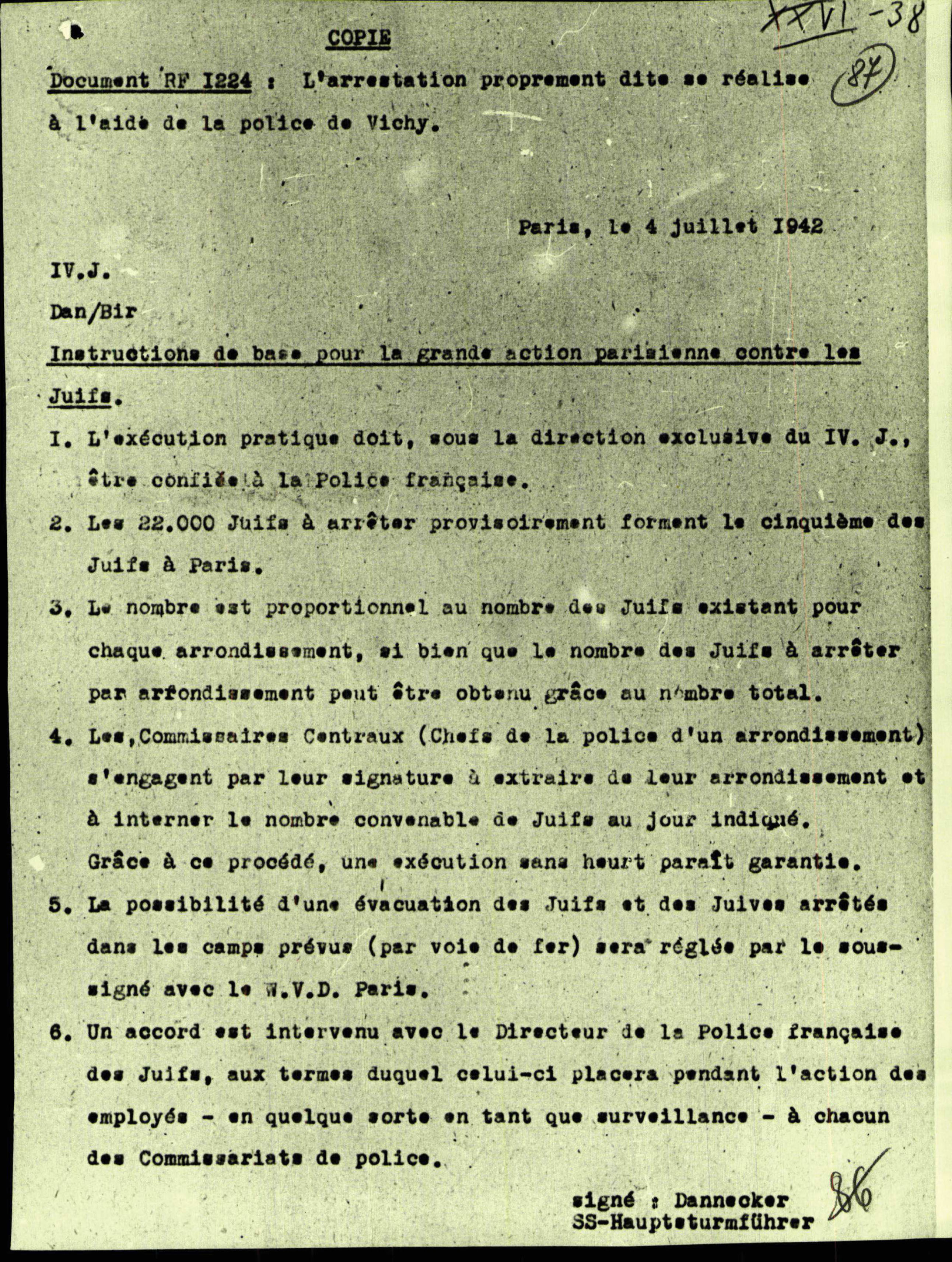
Copie du document RF 1224 transmis par Edgar Faure au tribunal de Nuremberg le 5 février 1946. Ce document reprend une traduction des directives établies par le bureau IV aux affaires juives de Paris, le 4 juillet 1942, intitulé « Instructions de base pour la grande action parisienne contre les Juifs ».
La note interne initiale a été rédigée par Theodor Dannecker et transmise au Befehlshaber der Sicherheitspolizei und des SD (commandant de la police de sécurité et du SD, Knochen) et au SS-Obersturmbannführer Lischka avec prière d'en prendre connaissance.
Pour en faciliter la lecture, voici un facsimilé du texte :

L'État français et les nazis négocient sur une base de 40 000 Juifs de la zone occupée, dont 22 000 adultes de la région parisienne, avec un ratio de 40 % de Juifs français et 60 % de Juifs étrangers. Le 16 juin 1942, René Bousquet, chef de la police de Vichy, propose au général Oberg de livrer 10 000 Juifs apatrides (Juifs autrichiens, polonais, tchèques, qui n'ont plus de gouvernement) de la zone libre grâce à la police française. Le 2 juillet 1942, René Bousquet assiste à une réunion de planification dans laquelle il ne formule aucune objection à l'arrestation des Juifs apatrides, mais exprime son inquiétude devant le fait « gênant » que la police française soit chargée de l'exécution des plans dans la zone occupée. Bousquet obtient un compromis selon lequel la police raflerait uniquement les Juifs étrangers en échange d'un réarmement de la police française — Vichy, et en particulier Pétain, étant opposé à l'arrestation des Juifs français,,,. Les historiens considèrent que cette opposition ne naît pas d’une volonté de Pétain et du régime de protéger les Juifs. Pour Robert Paxton, « Pétain n’a jamais explicitement demandé que les citoyens français ne soient pas déportés ». Il précise que la volonté était de faire partir les étrangers en premier. Laurent Joly ajoute à l’analyse de Paxton qu’il faut prendre en compte le poids de l’opinion des Français et de leur hostilité aux rafles, Bénédicte Vergez-Chaignon expliquant pour sa part que le régime voulait montrer des gages de bonne volonté collaboratrice, et qu’en visant les Juifs étrangers, Vichy pensait que la mesure passerait mieux auprès des Français,,,,. Le gouvernement de Vichy ratifie cet accord le lendemain.
René Bousquet, accompagné de Louis Darquier de Pellepoix, commissaire général aux questions juives, rencontre le 4 juillet 1942, au siège de la Gestapo à Paris, les colonel et capitaine SS Helmut Knochen et Theodor Dannecker, le premier dirigeant la police allemande en France. Un nouvel entretien, dans les bureaux de Dannecker avenue Foch, afin d'organiser la rafle prévue pour le 13 juillet 1942, se tient le 7 juillet en compagnie de Jean Leguay, l'adjoint de Bousquet, accompagné de Jean François, directeur de la police générale, Émile Hennequin, directeur de la police municipale, André Tulard, chargé des « questions juives » à la préfecture, Garnier, sous-directeur du ravitaillement à la préfecture de la Seine, Guidot, commissaire de police à l'état-major de la police municipale, et enfin Schweblin, directeur de la police aux questions juives. Le capitaine SS Dannecker déclare : « Les policiers français — malgré quelques scrupules de pure forme — n'auront qu'à exécuter les ordres ! ».
La circulaire du 13 juillet 1942 de la préfecture de police, signée par Émile Hennequin, indique que la rafle vise les Juifs allemands, autrichiens, polonais, tchécoslovaques, russes (réfugiés et soviétiques, c'est-à-dire Blancs et Rouges) et apatrides, âgés de 16 à 60 ans pour les hommes et de 16 à 55 pour les femmes, ainsi que leurs enfants (qui étaient français pour une très grande majorité).
Dix dérogations sont néanmoins prévues :
- les femmes enceintes dont l'accouchement serait proche ;
- les femmes nourrissant au sein leur bébé ;
- les femmes ayant un enfant de moins de 2 ans, c'est-à-dire né après le 1er juillet 1940 ;
- les femmes de prisonniers de guerre ;
- les veuves ou veufs ayant été mariés à un non-juif ;
- les juifs ou juives mariés à des non-juifs, et faisant la preuve, d'une part de leurs liens légitimes, et d'autre part, de la qualité de non-juif de leur conjoint ;
- les juifs et juives porteurs de la carte de légitimation de l'Union générale des israélites de France (carte de couleur bulle ou jaune clair).
- les juifs ou juives dont l'époux légitime est d'une nationalité non visée par la circulaire ;
- les parents dont l'un au moins des enfants n'est pas juif ;
- les enfants de moins de 16 ans, dont un membre de la famille bénéficie de la dérogation.

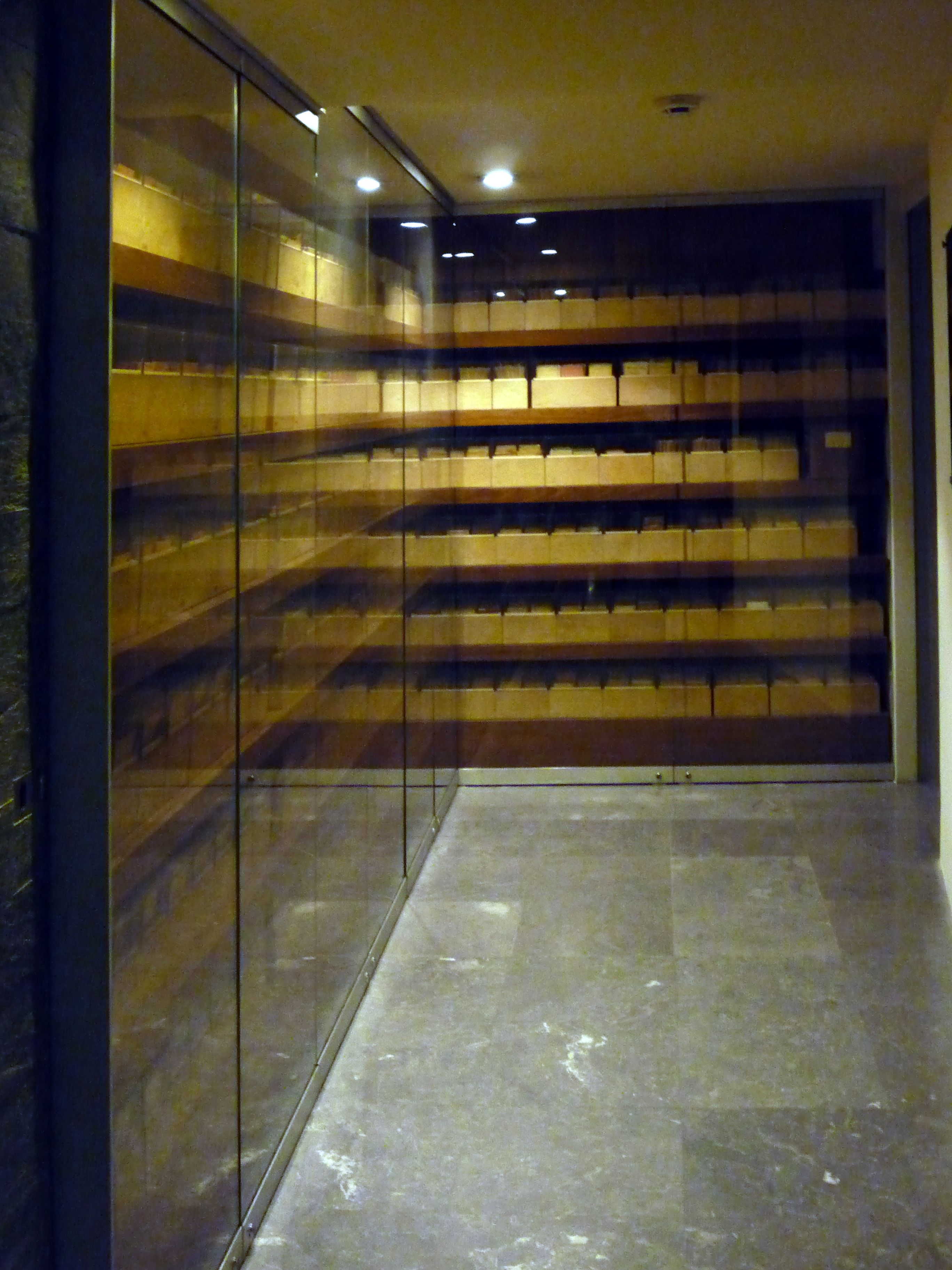
Le fichier juif était un registre qui servit à l'arrestation des Juifs lors de la rafle. Il est aujourd'hui conservé par le mémorial de la Shoah à Paris.

Mais « pour éviter toute perte de temps, ce tri ne sera pas fait au domicile mais au premier centre de rassemblement par le commissaire de la voie publique ». Les Nazis prévoient de faire arrêter par la police française 22 000 Juifs étrangers dans le Grand Paris, pour les conduire à Drancy, Compiègne, Pithiviers et Beaune-la-Rolande. À cette fin, « le service de M. Tulard fera parvenir à la Direction de la police municipale les fiches des Juifs à arrêter […] Les enfants de moins de quinze ou seize ans seront confiés à l'Union générale des israélites de France qui à son tour les placera dans des fondations. Le tri des enfants sera fait dans les centres primaires de rassemblement »
En effet, depuis une ordonnance allemande du 27 septembre 1940, tous les Juifs français et étrangers en zone occupée devaient se faire enregistrer dans les commissariats de police à Paris et les sous-préfectures en province, entre le 3 et le 20 octobre 1940. Sur cette base, André Tulard constitua un volumineux fichier juif. Le SS Dannecker s'entretient le 10 juillet 1942 avec Adolf Eichmann, tandis qu'une nouvelle réunion se tient le même jour au siège du Commissariat général aux questions juives (CGQJ) en compagnie des SS Dannecker, Röthke, Ernst Heinrichsohn, et de Jean Leguay, Pierre Gallien, chef de cabinet,, de Louis Darquier de Pellepoix (chef du CGQJ), quelques cadres de la préfecture de police, ainsi que des représentants de la SNCF et de l'Assistance publique.

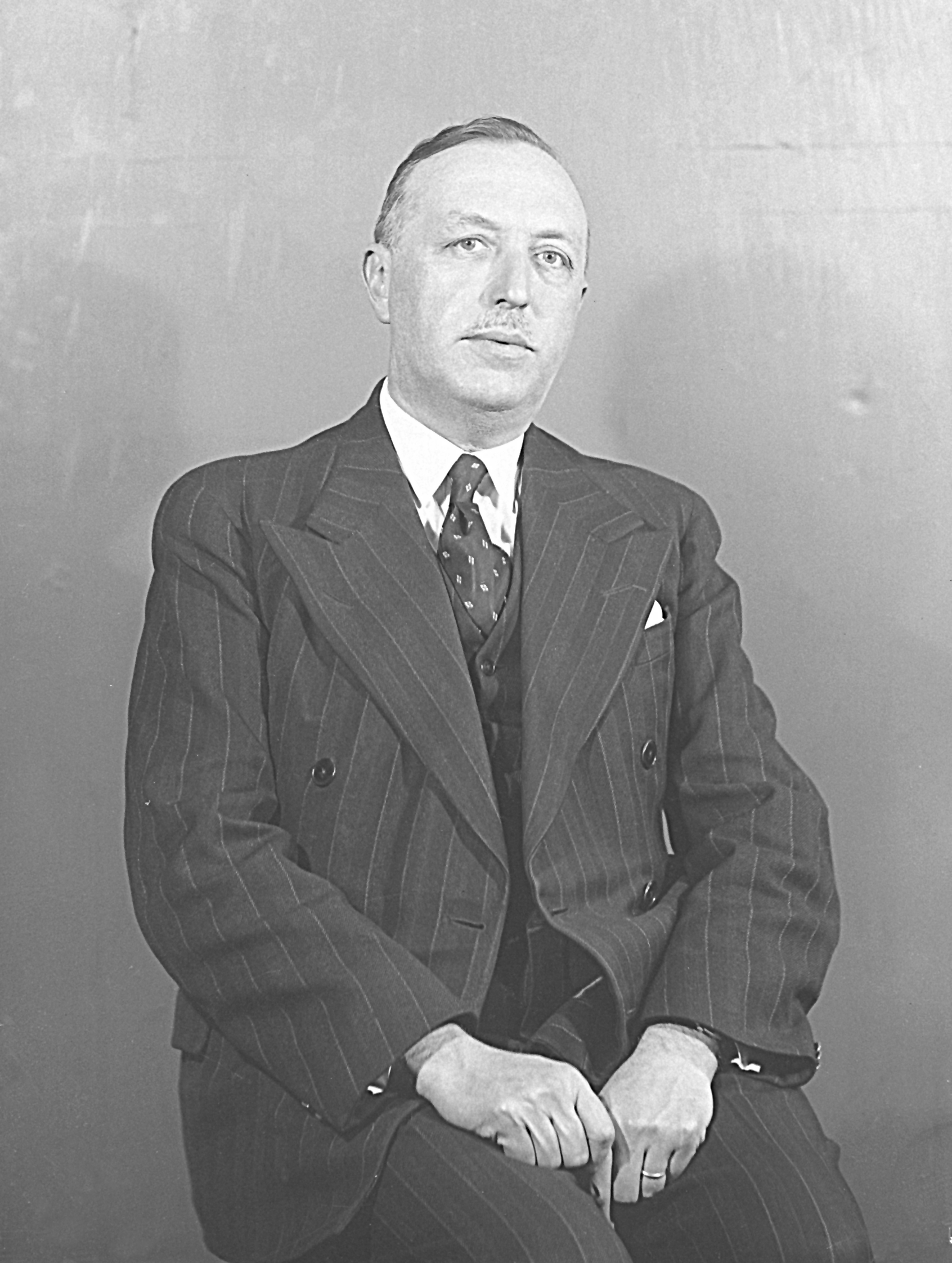
Émile Hennequin, directeur de la police municipale à la préfecture de police, qui signa la circulaire de police du 13 juillet 1942 organisant la rafle.

Les instructions du directeur de la police municipale de Paris Émile Hennequin, le 12 juillet 1942, disposent :
1. Les gardiens et inspecteurs, après avoir vérifié l'identité des Juifs qu'ils ont mission d'arrêter, n'ont pas à discuter les différentes observations qui peuvent être formulées par eux […]
2. Ils n'ont pas à discuter non plus sur l'état de santé. Tout Juif à arrêter doit être conduit au Centre primaire.
[…]
7. […] Les opérations doivent être effectuées avec le maximum de rapidité, sans paroles inutiles et sans aucun commentaire.
La responsabilité de la rafle d'enfants de moins de 16 ans (les Juifs doivent être valides pour le travail et donc avoir entre 16 et 50 ans, car on est encore dans la période où les Allemands prétendent ne déporter vers Auschwitz-Birkenau que des travailleurs), en revient d'abord aux représentants d'Adolf Eichmann à Paris pour qui il devient indispensable de déporter des enfants afin d'atteindre l'objectif de 22 000 Juifs apatrides arrêtés à la suite des négociations avec les autorités de Vichy. Bien que l'on ait tenu la police pour responsable de la rafle d'enfants (police sous les ordres de l'autorité occupante selon la Convention de Genève sur le droit de la guerre), l'ordre émane en fait du chef du gouvernement de Vichy, Pierre Laval, qui invoque une mesure « humanitaire » visant à ne pas séparer les familles. Laval ne souhaite pas que les enfants juifs séparés de leurs parents déportés (dont le sort ne l'intéresse pas,) restent en France et refuse la proposition que lui fait le pasteur Marc Boegner qu'ils soient adoptés par des familles françaises. Dans un rapport de Dannecker à Eichmann de juillet 1942, on lit par ailleurs que Laval ne formule cette demande que pour les enfants juifs de la zone libre, mais pour ce qui concerne ceux de la zone occupée « la question ne l'intéresse pas ». Au sujet des enfants juifs, Laval engage des tractations avec les États-Unis à partir du 26 août 1942, par le biais des quakers. Il s'agit des milliers d'enfants (entre 5 000 et 8 000) dont les parents sont déjà partis dans des camps et qu'il s'agit d'exfiltrer. Après des tergiversations de la part de Vichy, le plan de sauvetage échoue définitivement le 11 novembre 1942 avec l'arrivée des Allemands à Marseille. L'historien Michael R. Marrus a fait remarquer que, si ce plan avait l'accord de Laval, Vichy en avait également informé Berlin. La capitale allemande avait demandé à Laval l'assurance qu'un geste humanitaire ne fût pas exploité par la presse américaine contre la France et l'Allemagne.
Le 13 juillet 1942, la circulaire no 173-42 de la préfecture de police ordonne l'arrestation et le rassemblement de 27 427 Juifs étrangers habitant en France. Finalement, un peu de retard est pris. Les autorités allemandes évitent d'ordonner la rafle pour le 14 juillet, bien que la fête nationale ne soit pas célébrée en zone occupée : ils craignent une réaction de la population civile. L'opération a donc lieu le surlendemain soir.
En tout, 13 152 Juifs sont arrêtés : 4 115 enfants, 5 919 femmes et 3 118 hommes,,. Vieillards et enfants sont arrêtés par la police puisque le « tri » doit avoir lieu dans les centres de rassemblement. Un nombre indéterminé de Juifs, prévenus par la Résistance ou bénéficiant du manque de zèle de certains policiers,, parviennent à échapper à la rafle. Il est difficile de connaître véritablement les modalités des actions qui ont permis à certains d'échapper à la rafle, mais les plus antisémites des partisans de Vichy se sont alors plaints de la mauvaise volonté des policiers.

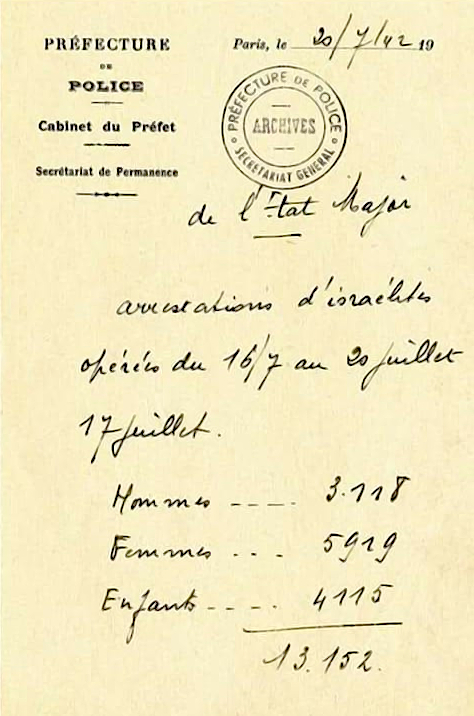
Un document interne à la préfecture de police établit le décompte des Juifs arrêtés au 20 juillet 1942.

Après leur arrestation, une partie des Juifs est emmenée par autobus (essentiellement de la STCRP) au camp de Drancy au nord-est de Paris. Une autre partie est envoyée vers le Vélodrome d'Hiver situé dans le 15e arrondissement, qui sert de prison provisoire (cela avait déjà été le cas lors d'une rafle à l'été 1940). Ce sont donc 8 160 personnes : 4 115 enfants, 2 916 femmes et 1 129 hommes, qui doivent survivre pendant cinq jours, sans nourriture et avec un seul point d'eau, dans une chaleur « étouffante », une odeur « épouvantable » et un bruit « infernal ». Ceux qui tentent de s'enfuir sont tués sur-le-champ. Une centaine de prisonniers se suicident. Les prisonniers sont conduits dans les camps de Drancy (dans le département de la Seine), Beaune-la-Rolande et Pithiviers (dans le département du Loiret), avant d'être déportés vers les camps d'extermination nazis. En effet, le 20 juillet, Adolf Eichmann a donné son accord à la déportation des enfants et des vieillards arrêtés, outre celle des adultes aptes au travail.
Pour cette rafle, tous sont déportés à Auschwitz, les adultes et les enfants de plus de 12 ans le 5 août, et les plus petits vers la mi-août.
En 1967, les auteurs Levy et Tillard ont évoqué, sans indiquer leurs sources, la participation de 300 à 400 militants du Parti populaire français (PPF). De nombreux auteurs ont repris cette information en citant Lévy et Tillard ou d'autres sources. Cette participation du PPF n'est pas reprise par Laurent Joly, en 2018.

## Bilan

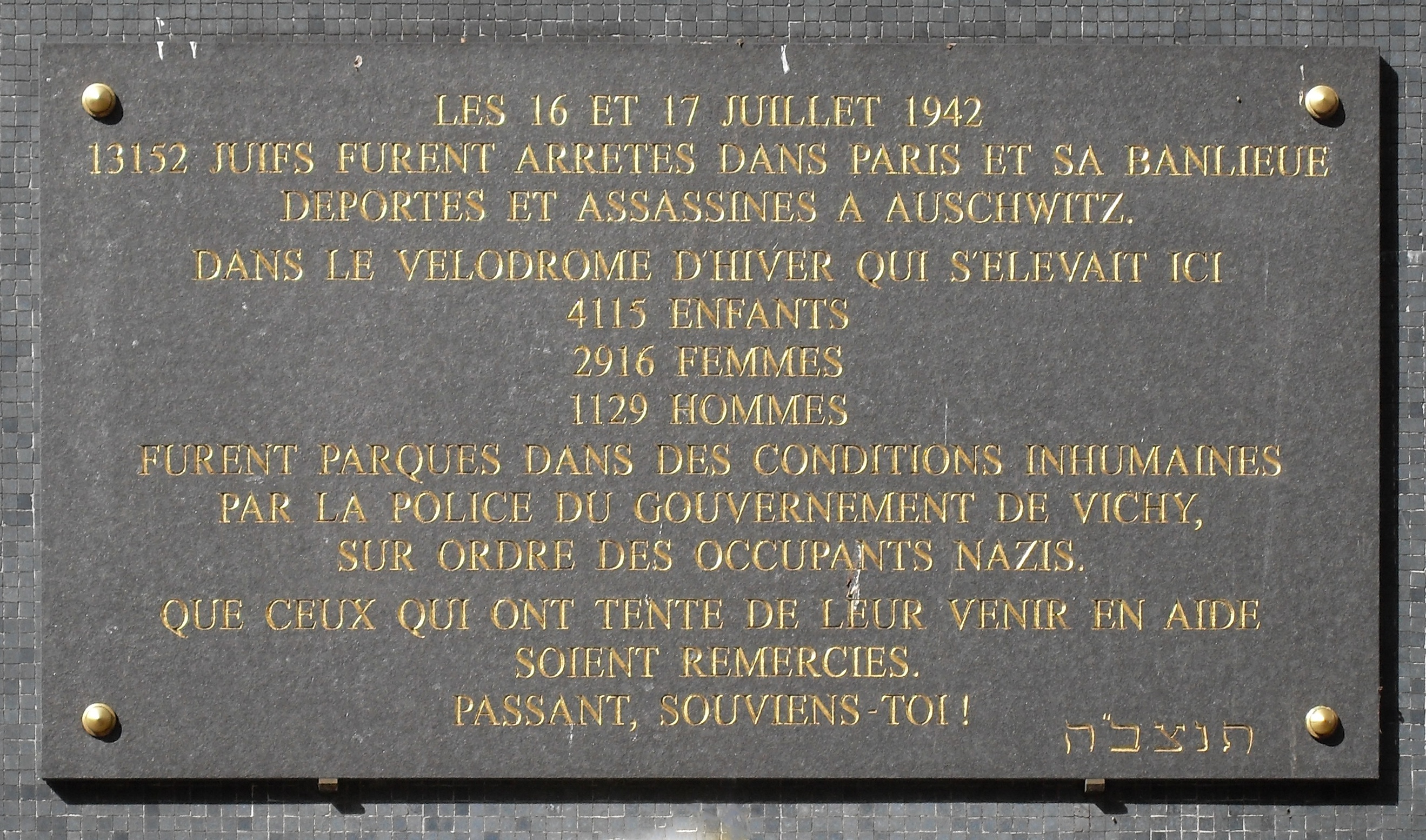
Plaque commémorative de la rafle de 1942, apposée au no 8 du boulevard de Grenelle dans le jardin du souvenir, à l'ancien emplacement du vélodrome.

Cette rafle représente à elle seule plus du quart des 42 000 Juifs envoyés de France à Auschwitz en 1942, dont seuls 811 sont rentrés chez eux après la fin de la guerre. En 1979, Jean Leguay, le représentant du secrétaire général de la police nationale en zone occupée, est inculpé pour son implication dans l'organisation de la rafle, mais il meurt en 1989, avant d'être jugé.
Selon les archives, le nombre de personnes arrêtées s'élève à 13 152,,. C'est aussi ce nombre qui est gravé sur la stèle commémorative située à l'emplacement du vélodrome. Sur les 13 152 arrêtés, il y a 4 115 enfants. Moins de cent adultes survivent à la déportation vers Auschwitz et aucun enfant n'en revient . Seuls quelques enfants, comme Joseph Weismann (qui s'échappe du camp de Beaune-la-Rolande avec un camarade) ou Annette Muller et son frère Michel (dont le père arrive à corrompre un policier du camp de Drancy, pour les en faire sortir), survivent à la rafle.

## Mémoire
Malgré une faible connaissance de cet évènement de la part des Français (principalement dans les jeunes générations), une grande majorité d'entre eux considère comme important que la mémoire de la Shoah soit transmise. En ce sens, la mémoire de la rafle du Vélodrome d'Hiver y participe.

Pour Éric Conan et Henry Rousso, en 1996 : 

« Le Vél' d'Hiv' ? L'événement est devenu depuis 1993 le symbole officiel du Vichy antisémite. Mais la grande rafle de juillet 1942, ainsi que toutes celles qui ont suivi, en zone nord comme en zone sud, furent moins la conséquence de l'antisémitisme d'État que celle de la collaboration d'État. Le rôle des Bousquet, Leguay et consorts s'explique non par un fanatisme antijuif, mais par la politique d'un régime prêt à payer le prix du sang, celui des autres, la défense d'une certaine conception de la « souveraineté nationale ». Cette politique n'a pas de lien nécessaire avec les lois antijuives promulguées deux ans plus tôt par Vichy. C'était même ce que la mémoire nationale était supposée intégrer : la part d'autonomie à l'égard de l'occupant. Certes, ces lois ont favorisé ultérieurement l'application de la « Solution finale », un crime prémédité et organisé par les nazis. Statuts, fichiers, lois d'exclusion françaises ont facilité les arrestations massives de 1942-1943. Mais le sens de ces lois, promulguées entre juillet 1940 et l'été 1941, n'était pas celui de prémices d'une extermination, projet qui, à ce moment-là, n'est pas à l'ordre du jour, ni dans la politique de Vichy ni même dans celle du Reich. Ces lois françaises exprimaient un principe d'exclusion politique et sociale inscrit au cœur d'une certaine tradition française et qui reste aujourd'hui encore vivante. »

### Journée nationale
C'est en mémoire de la rafle que le 16 juillet a été choisi par le président François Mitterrand, en 1993, pour instituer la « Journée nationale à la mémoire des victimes des persécutions racistes et antisémites commises sous l'autorité de fait dite « gouvernement de l'État français » (1940-1944) ». En 2000, elle devient la « journée nationale à la mémoire des victimes des crimes racistes et antisémites de l'État français et d'hommage aux « Justes » de France, ».

### Monument commémoratif

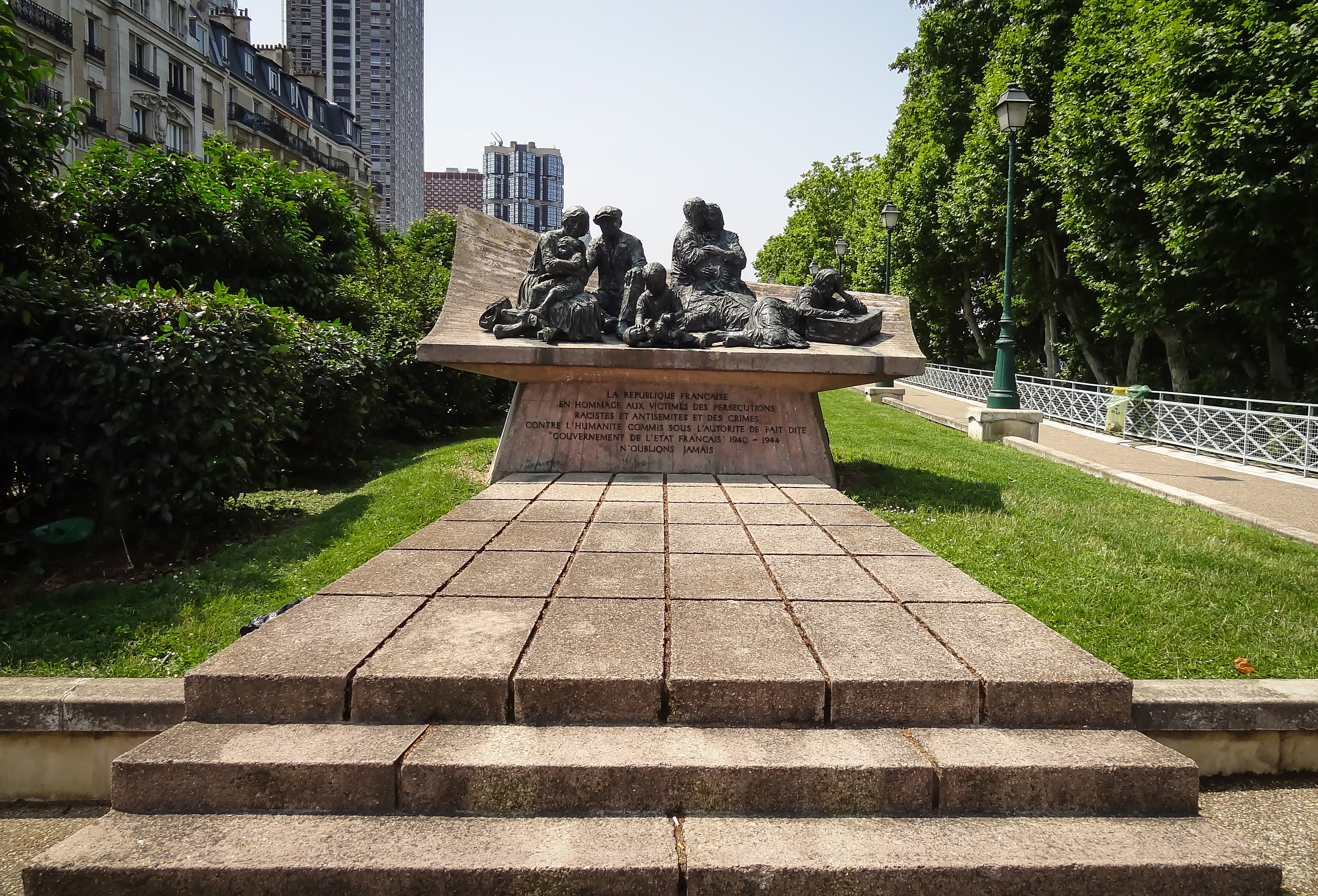
Le monument commémoratif de la rafle

Le 17 juillet 1994 a été inauguré un monument commémoratif de la rafle, sur une promenade plantée en bordure du quai de Grenelle, nommée square de la place des Martyrs-Juifs-du-Vélodrome-d'Hiver, à Paris (15e). Il est dû au sculpteur et peintre Walter Spitzer et à l'architecte Mario Azagury, et représente des civils innocents : enfants, femmes enceintes, personnes âgées, symbolisant les victimes de la rafle. Le socle de la statue est incurvé, rappelant la piste du Vélodrome d'Hiver. Chaque année y est organisée une cérémonie commémorative, le dimanche suivant le 16 juillet.

### Reconnaissance de la responsabilité de la France
Les présidents de la République Charles de Gaulle et François Mitterrand ont pris publiquement comme position que la France et la République ne devaient pas être confondues avec le régime de Vichy.

Le 16 juillet 1995, le président Jacques Chirac rompt avec la position de ses prédécesseurs et reconnaît devant le monument commémoratif la responsabilité de l'« État français » (et non de la République française abolie dans les faits par Pétain) dans la rafle et dans la Shoah, ainsi que celle de la France qui a alors « accompli l'irréparable ». Il a notamment déclaré : 

« Ces heures noires souillent à jamais notre histoire et sont une injure à notre passé et à nos traditions. Oui, la folie criminelle de l'occupant a été secondée par des Français, par l'État français.

Il y a cinquante-trois ans, le 16 juillet 1942, 450 [sic] policiers et gendarmes français, sous l'autorité de leurs chefs, répondaient aux exigences des nazis.

Ce jour-là, dans la capitale et en région parisienne, près de dix mille hommes, femmes et enfants juifs furent arrêtés à leur domicile, au petit matin, et rassemblés dans les commissariats de police.

[…]

La France, patrie des Lumières et des Droits de l'Homme, terre d'accueil et d'asile, la France, ce jour-là, accomplissait l'irréparable. Manquant à sa parole, elle livrait ses protégés à leurs bourreaux. »

Le 22 juillet 2012, lors de la célébration du 70e anniversaire de la rafle, le président de la République François Hollande déclare que « Ce crime fut commis en France, par la France » et que ce crime « fut aussi un crime contre la France, une trahison de ses valeurs. Ces mêmes valeurs que la Résistance, la France libre, les Justes surent incarner dans l'honneur »,,. Ce discours, comme celui de Chirac, est l'objet de critiques, notamment de la part de l'historien Alain Michel considérant qu'il est entaché de « sept erreurs » historiques et de celle de personnalités politiques comme Henri Guaino, Jean-Pierre Chevènement et Rachida Dati. Le 9 avril 2017, c'est Marine Le Pen, candidate à la présidence de la République qui déclare penser que la France « n'est pas responsable du Vél' d'Hiv »,,. Le New York Times estimera ainsi qu'« elle a rendu aux électeurs français le grand service d'arracher toute illusion concernant la candidate du Front national, et ce que celui-ci représente ». Trois mois plus tard et après la présidentielle, Jean-Luc Mélenchon fera une déclaration similaire déclarant « la France, à cette époque, était à Londres » et maintient que « Vichy ce n'est pas la France ! ».
À l'occasion de la célébration du 75e anniversaire de la rafle, le 16 juillet 2017, le président de la République Emmanuel Macron — dans la ligne de ses prédécesseurs depuis Jacques Chirac — réaffirme la responsabilité de la France,. Il déclare notamment : « Alors oui, je le redis ici, c'est bien la France qui organisa la rafle puis la déportation et donc, pour presque tous, la mort des 13 152 personnes de confession juive arrachées les 16 et 17 juillet à leur domicile […] ». Serge Klarsfeld rend hommage aux Justes français qui protégèrent des Juifs. Le Premier ministre d'Israël Benjamin Netanyahou est invité à cette cérémonie.
La 17 juillet 2022, à l'occasion de la célébration du 80e anniversaire de la rafle, le président de la République Emmanuel Macron, inaugure un nouveau lieu de mémoire dans l’ancienne gare de Pithiviers (Loiret), d’où sont partis huit convois pour le camp de concentration et d’extermination d’Auschwitz-Birkenau. Se référant à l’actualité, il dénonce un antisémitisme « rampant » et une « falsification » de l’histoire,.

### Plaque commémorative dans le métro

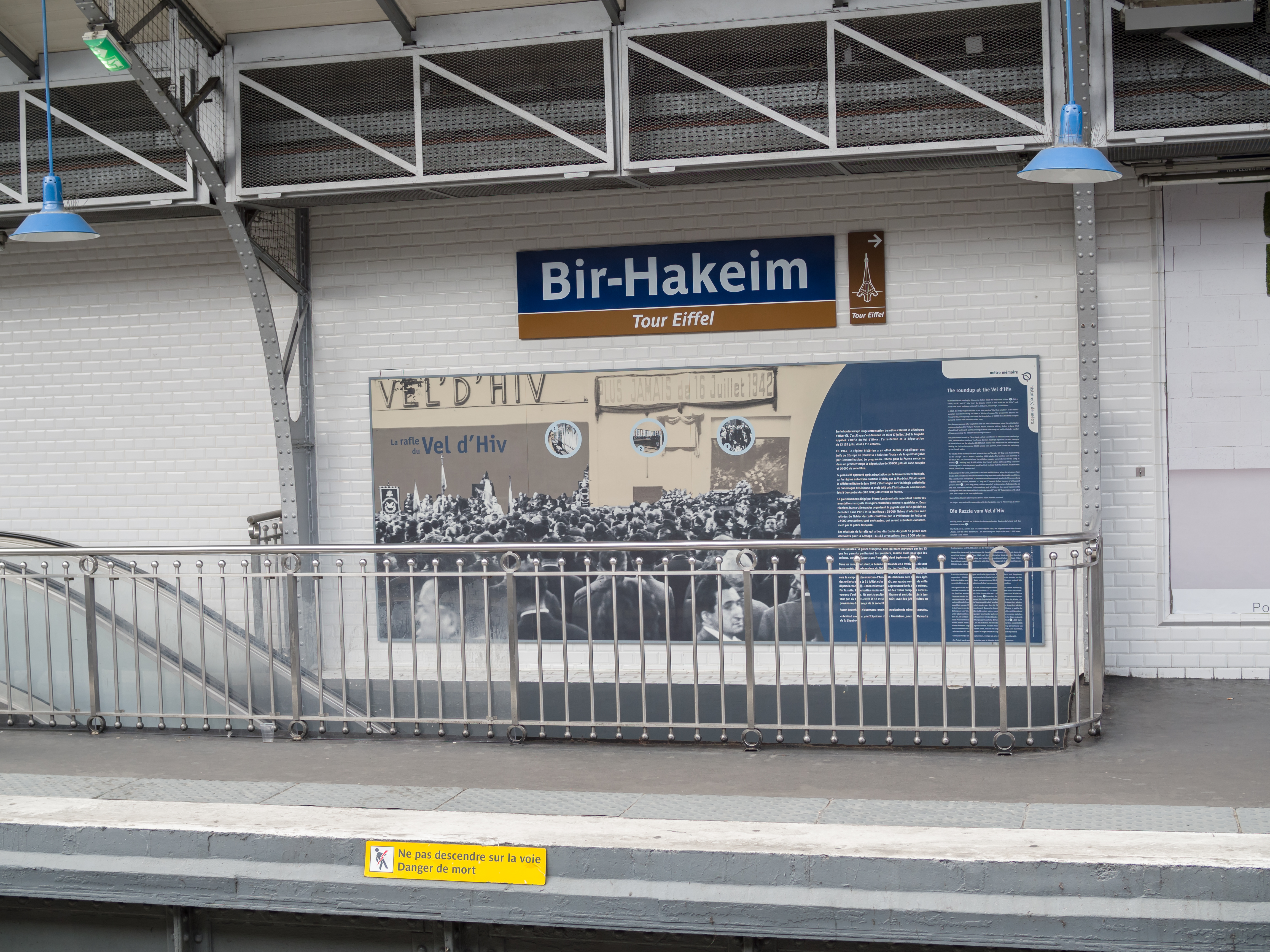
Plaque à la mémoire des victimes de la rafle au métro Bir Hakeim

Le 20 juillet 2008, une plaque à la mémoire des victimes de la rafle a été apposée au métro Bir Hakeim. La cérémonie, présidée par Jean-Marie Bockel, secrétaire d'État à la Défense et aux Anciens combattants, s'est déroulée en présence de Simone Veil, ancienne déportée et ancienne ministre, du président du CRIF, du président de la Fondation pour la mémoire de la Shoah, Éric de Rothschild, du président du Consistoire central israélite de France et de Beate Klarsfeld.

### Exposition des archives policières (juillet 2012)
Du 16 juillet au 29 septembre 2012, une exposition importante a été présentée à la mairie du 3e arrondissement de Paris. Pour la première fois, y ont été présentées au public les archives internes conservées à la préfecture de police, et présentant l'organisation et le déroulement de la rafle, comme l'original de la circulaire du 13 juillet 1942, mais aussi des archives propres aux persécutions concernant la ville de Paris et le 3e arrondissement en particulier (recensement de 1940, remise des étoiles jaunes en juin 1942). Cette exposition a été voulue et réalisée à l'initiative des associations « Histoire et mémoire du 3e arrondissement » et des « Fils et filles de déportés juifs de France », qui en ont assuré la promotion, l'impression de la brochure distribuée au public. Elle a été conçue et scénarisée en interne par un fonctionnaire, adjoint administratif, de la préfecture de police.
Accueillie avec enthousiasme par une presse quasi unanime,,,,, mais avec une certaine indifférence en France par la classe politique, elle a eu un fort impact à l'étranger, notamment dans la presse : le New York Times et la BBC y ont consacré par exemple des articles importants,, mais aussi d'autres journaux dans de nombreux pays,,,.

### Musée des enfants du Vél' d'Hiv à Orléans
Jacques Chirac inaugure, le 27 janvier 2011, à Orléans, en présence de Simone Veil, le musée des enfants du Vél d'Hiv, installé dans le Centre d'étude et de recherche sur les camps d'internement du Loiret.

### Jardin mémorial

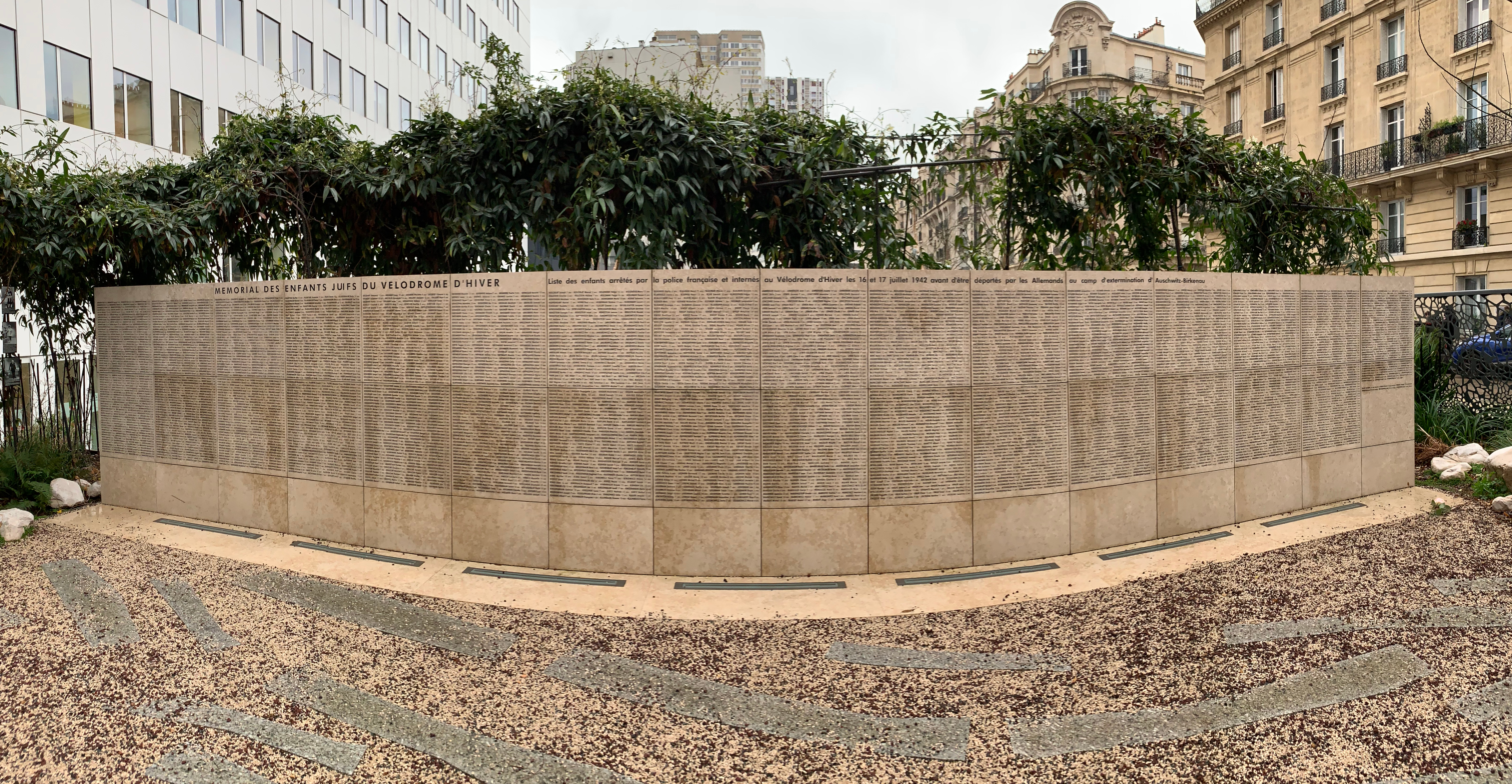
Mur des enfants déportés lors de la rafle du Vél d'Hiv'

À l'initiative de Serge Klarsfeld, le Jardin mémorial des enfants du Vél' d'Hiv' (15e arrondissement de Paris) a été inauguré le 16 juillet 2017 par le président de la République, Emmanuel Macron.

## Dans les arts et la culture populaire

### Filmographie

#### Cinéma
- 1974 : Les Guichets du Louvre de Michel Mitrani avec Christine Pascal ;
- 1976 : Monsieur Klein de Joseph Losey, avec Alain Delon ;
- 2010 : La Rafle de Roselyne Bosch, avec Jean Reno, Gad Elmaleh, Mélanie Laurent et Hugo Leverdez ;
- 2010 : Elle s'appelait Sarah de Gilles Paquet-Brenner d'après le roman éponyme de Tatiana de Rosnay, avec Kristin Scott Thomas et Mélusine Mayance.

### Littérature

#### Romans
- Alain Korkos, En attendant Éliane, Paris, Syros, 1996 ; réédition, Paris, Pocket-Jeunesse, 2002.
- Kristin Hannah, Le chant du rossignol, Michel Lafon, 2016
- Erik Orsenna, dans L'Exposition coloniale, Paris, Le Seuil, 1988
- Tatiana de Rosnay, Elle s'appelait Sarah, Paris, Héloïse d'Ormesson, 2007, (titre original Sarah's Key).
- Henri Husetowski, L'Été chagrin, Paris, Buchet-Chastel, coll. « Littérature française », 2009, 254 p. (ISBN 978-2-283-02385-3).
- Alexandre Jardin, Des gens très bien, Paris, Grasset, 2010.
- Joseph Weismann et Caroline Andrieu (avec la collaboration de), Après la rafle, Neuilly-sur-Seine, Michel Lafon, coll. « Témoignage », 2011, 297 p. (ISBN 978-2-7499-1488-6, OCLC 753625996).
- Sarah Montard, Chassez les papillons noirs récit d'une survivante des camps de la mort nazis, Paris, Le Manuscrit - Fondation pour la mémoire de la Shoah, coll. « Témoignages de la Shoah » (no 14150), 2011, 351 p. (ISBN 978-2-304-03748-7, OCLC 903344443)[41].
- Romain Slocombe, L'Étoile jaune de l'inspecteur Léon Sadorski, Paris, Éditions Robert Laffont, 2017  (ISBN 2221187768)[43].

### Arts graphiques
- Christian Lax, L'Écureuil du Vel'd'Hiv, Futuropolis, 2012 (ISBN 9782754807807)
- Laurent Joly, Cabu La Rafle du Vel D'Hiv, Taillandier 2022, 56 p.  (ISBN 979-1-021-05398-4)

### Musique

#### Chanson
- Annie Cordy. La rafle du Vél’ d’Hiv, chanson de Gilbert Bécaud[86]
- Le Vélo d’hiver - Calogero

## Documentaire
- 1992 :
  - Les Enfants du Vel d'Hiv de Maurice Frydland et Michel Muller.
  - La rafle du Vel'd'Hiv. 50 ans après, de Blanche Finger et William Karel.
- 2002 : La Rafle du Vel d'Hiv de Gilles Nadeau.
- 2011 :
  - Un voyage pas comme les autres de Samuel Muller.
  - Ich bin : La rafle du Vél d'Hiv d'André Bossuroy - avec le soutien de la Commission européenne / programme l'Europe pour les citoyens / Une mémoire européenne active.
- 2022 : La rafle du Vél d'Hiv - La honte et les larmes de David Korn-Brzoza et Laurent Joly.